# Rhopaloscelis unifasciatus
Rhopaloscelis unifasciatus är en skalbaggsart som beskrevs av Blessig 1872. Rhopaloscelis unifasciatus ingår i släktet Rhopaloscelis och familjen långhorningar. Inga underarter finns listade i Catalogue of Life.